# Keledy Tibor
Keledy  Tibor, 1939-ig Keil Tibor (Losonc, 1895. október 23. – St. George’s, Grenada, 1978. május 28.) politikus, főpolgármester.

## Életpályája
Jogot végzett és 1936–1939 között dr. Szendy Károly budapesti polgármester kabinetvezetőjeként működött. A pápai Szent Gergely Rend lovagkeresztjének birtokosa. Innen került a bécsi döntés után, 1940-ben Kolozsvárra, ahol a polgármesteri tisztséget hivatalosan pár hónap után vehette át a katonai közigazgatást vezető Beck Albert ezredestől. A hivatalos lap (Budapesti Közlöny) 1940.november 21-i számában tette közzé kinevezését
1943-ban pedig az ő hathatós támogatására épült meg, Kós Károly tervei szerint a kolozsvári Műcsarnok, az ország második ilyen jellegű kultúrintézménye, és épültek meg az ONCSA-házak.
A kortárs alkotókat műteremmel és anyagi juttatásokkal is támogatta. Így jutott műteremhez Szolnay Sándor és Szervátiusz Jenő, a korszak két legjelentősebb kolozsvári alkotója.
1944. április 20-án belügyminisztériumi rendelettel nevezték ki Budapest főpolgármesterévé. Itt azután még nehezebb időkben foglalta el tisztségét. Szálasi hatalomra kerülése után, mint sok más közhivatalnok, ő sem vállalta az együttműködést a nyilasokkal. Tisztségéről lemondott, és még Budapest körülzárása előtt feleségével együtt elhagyta az országot.
Előbb egy évig Franciaországban éltek. Egy módos párizsi családhoz álltak be; Keledy inasnak, felesége szakácsnőnek. Egyik napon azután házigazdájuk faggatni kezdte, mi volt a foglalkozásuk azelőtt. Ezt követően a család levétette inasi ruháját és feleségével asztalukhoz ültették, maguk közé. Ez a család segítette őket, hogy még 1945-ben kijussanak Venezuelába.
Keledy Tibor nyelvzseni volt, könnyen beilleszkedett a dél-amerikai spanyol világba. Caracasban, Venezuela fővárosában a kataszteri hivatal tisztviselője lett. Igazából ő tette rendbe az intézményt.
Élete végén Grenadában élt, ott is halt meg.